# Diana (Schiff, 1932)
HMS Diana (Kennung: H49) war ein Zerstörer der D-Klasse der britischen Marine. Das Ende 1932 in Dienst gestellte Schiff wurde im Zweiten Weltkrieg mit der Battle Honour „Norway 1940“ ausgezeichnet.
Im September 1940 wurde der Zerstörer an die Royal Canadian Navy abgegeben und in Margaree umbenannt.
Der Zerstörer sank schon am 22. Oktober 1940 nach einer Kollision mit einem Frachter im Nordatlantik. 141 Mann kamen beim Untergang des Zerstörers ums Leben.

## Geschichte
Am 2. Februar 1931 wurden die acht Zerstörer und der Flottillenführer der D-Klasse bei fünf britischen Werften bestellt. Die Werft Palmers Shipbuilding & Iron Co. in Jarrow nahe Newcastle erhielt den Auftrag zum Bau zweier Zerstörer, deren Kiellegung unter den Baunummern 1006 und 1007 am 20. Juni 1931 erfolgte. Die Bauwerft hatte 1895 erstmals einen Zerstörer für die Royal Navy gebaut. Im Neubauprogramm zwischen den Weltkriegen folgte 1929 nach etwa 50 gebauten Zerstörern der Auftrag für zwei Zerstörer der B-Klasse. Die Diana (Baunummer 1006) lief am 16. Juni 1932 vom Stapel. Sie war das zwölfte Schiff der Royal Navy seit 1757 mit dem Namen Diana nach der Göttin der Jagd in der römischen Mythologie, den zuletzt von 1895 bis 1920 ein bei Fairfield gebauter, geschützter Kreuzer der Eclipse-Klasse geführt hatte.

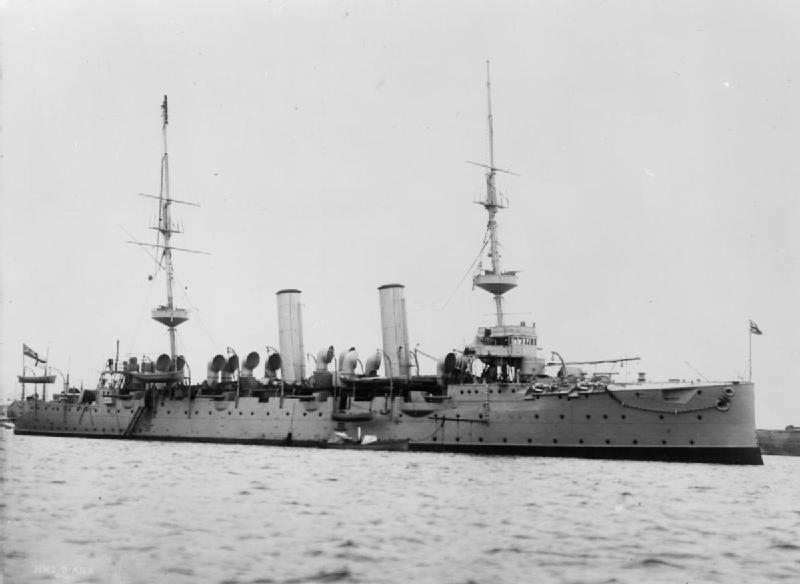
Der Kreuzer Diana während des Ersten Weltkriegs

Der bei Beginn des Ersten Weltkriegs veraltete Kreuzer wurde zuerst zur Überwachung des westlichen Zugangs zum Ärmelkanal, dann ab November 1915 auf der China Station und schließlich im Roten Meer und im Indischen Ozean eingesetzt. Nach dem Kriegsende im November 1918 kehrte die Diana nach Großbritannien zurück und wurde im Juni 1919 außer Dienst gestellt.
Der neue Zerstörer Diana wurde am 20. Dezember 1932 als vorletztes von der Werft fertiggestelltes Schiff abgeliefert.
Palmers befand sich seit der Weltwirtschaftskrise in großen wirtschaftlichen Schwierigkeiten und stellte seine Aktivitäten ein, was zu einer verheerenden Arbeitslosigkeit in Jarrow führte.

### Einsatzgeschichte
Zusammen mit ihren Schwesterschiffen ersetzte der Zerstörer Diana ab Ende 1932 bei der 1. Zerstörerflottille („1st Destroyer Flotilla“), die der Mittelmeerflotte zugeordnet war, eine bis dahin von der Montrose geführte Flottille von Zerstörern der V- und W-Klasse. Im Herbst 1933 machte die Flottille eine Fahrt durch das Rote Meer bis in den Persischen Golf.
Ende 1934 tauschte die Flottille dann Namen und Stationierungsort mit der von der Keppel geführten Flottille von V- und W-Zerstörern und wurde die „8th Destroyer Flotilla“ auf der China Station. Alle neun Schiffe der Flottille wurden vor dieser Verlegung noch im September/Oktober 1934 auf Staatswerften in Großbritannien überholt, so die Diana in Sheerness. Die Spannungen mit Italien (Abessinienkrise) führten zu einer Rückverlegung von sieben Schiffen der Flottille an das Rote Meer und zur zeitweisen Unterstellung unter die Mittelmeerflotte. Diana gehörte zu den Zerstörern mit der längsten Dienstzeit in diesem Einsatz von September 1935 bis zum Mai 1936. Anschließend besuchte sie noch Bombay und, wie auch andere Zerstörer der Flottille, britische Häfen in Ostafrika und kehrte erst Anfang August 1936 auf die China Station zurück.
Als im Mai 1939 die Flottillen der Tribal-Zerstörer in das Nummernsystem eingeordnet wurden, erhielt die weiter in Hongkong stationierte Flottille die Bezeichnung „21st Destroyer Flotilla“. Zu Beginn des Zweiten Weltkrieges waren die Schiffe der D-Klasse weiterhin in Hongkong stationiert. Sie wurden dann im September ins Mittelmeer zurückbeordert.

### Kriegseinsätze
Die Diana war bei Kriegsbeginn jedoch wegen einer in Hongkong begonnenen Kesselreparatur nicht einsatzbereit, die erst Mitte September 1939 abgeschlossenen wurde.
Erst am 21. September 1939 verließ die Diana Hongkong und erreichte über Singapur und Colombo am 11. Oktober Sues.
Ab Mitte Oktober beteiligte sie sich mit den sieben schon vor ihr bei der Mediterranain Fleet eingetroffenen Einheiten der D-Klasse am Schutz der britischen Handelsschifffahrt im Mittelmeer und der Suche nach deutschen Schiffen bzw. Schiffen mit für Deutschland bestimmter Ladung sowie an der Sicherung der schweren Einheiten der Mittelmeerflotte bei Verlegungsmärschen. Der schlechte Zustand der Schiffe der Flottille erforderte vor weiteren Einsätzen bei fast allen Einheiten eine Überholung in den britischen Werften am Mittelmeer. Die Diana wurde im November in der Marinewerft in Malta überholt und dann wieder in der Überwachung des Schiffsverkehrs im Mittelmeer eingesetzt.
Am 21. Dezember verließ die Diana mit dem Schwesterschiff Delight Malta als Sicherung des Schlachtschiffs Malaya, das künftig im Nordatlantik eingesetzt werden sollte. Die beiden Zerstörer sollten von Gibraltar weiter in die Heimat verlegen, wo sie noch vor dem Jahresende eintrafen. Die in die Heimat zurückbeorderten Schiffe der D-Klasse wie die Diana wurden formal der „3rd Destroyer Flotilla“ unterstellt und bei der Home Fleet eingesetzt.
Im April 1940 wurde das Schiff bei der versuchten Abwehr der deutschen Landung in Norwegen (Unternehmen Weserübung) zur Deckung von Schiffen der Home Fleet eingesetzt. Die Diana sicherte dabei mehrfach die eingesetzten Flugzeugträger Furious, Glorious oder Ark Royal. Am 1. Mai 1940 unterstützte sie bei Åndalsnes die Evakuierung alliierter Truppen und transportierte den norwegischen Oberbefehlshaber, Generalmajor Otto Ruge, von Molde nach Tromsø. Die Diana blieb bis zum Rückzug der Alliierten (Operation Alphabet) Anfang Juni 1940 vor Norwegen im Einsatz.
Im Juli 1940 begann dann eine umfassendere Überholung des Zerstörers in London.

### In kanadischen Diensten

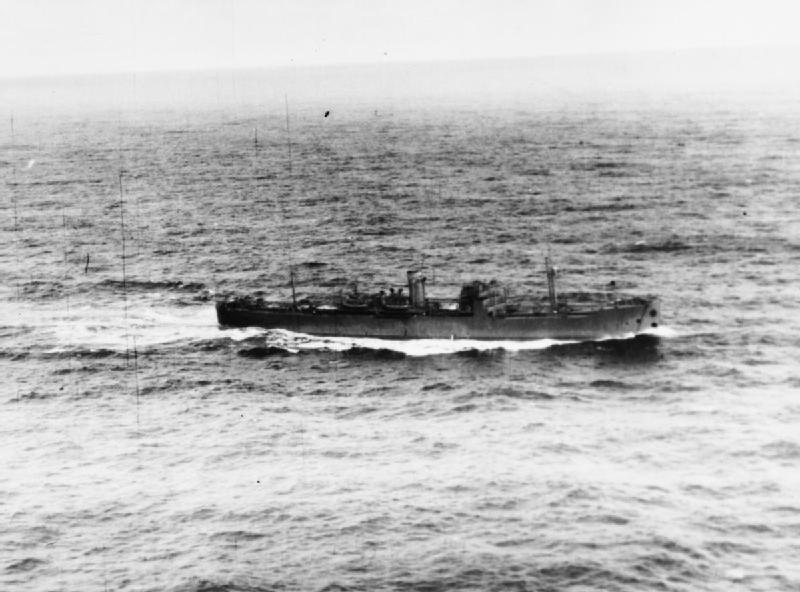
Das Motorschiff Port Fairy, Kollisionsgegner der Margaree

Während dieser wurde das Schiff am 6. September 1940 an die kanadische Marine als Ersatz für den Zerstörer Fraser abgegeben, der am 25. Juni 1940 in der Gironde nach einer Kollision mit dem Flugabwehrkreuzer Calcutta gesunken war. Die Diana wurde in Margaree umbenannt und sollte künftig als Eskorte von Geleitzügen eingesetzt werden.
Am 17. Oktober 1940 begann der erste Einsatz der Margaree als Sicherungsfahrzeug am Konvoi OL8 von Liverpool nach Kanada. Am 22. Oktober 1940 kollidierte der Zerstörer bei rauer See mit dem Motorschiff Port Fairy (1928, 8072 BRT) des Geleits etwa 300 Meilen westlich von Irland. Der Zerstörer sank sehr schnell. Die Port Fairy konnte 34 Schiffbrüchige retten. Der Kommandant und 140 Mann der Besatzung verloren ihr Leben beim Untergang der Margaree auf 53° 24′ N, 22° 50′ W.